# Gonzalo Cacicedo Verdú
 Gonzalo Cacicedo Verdú   (Cartagena, 21 oktober 1988 ) is een gewezen Spaanse voetballer.
Geboren in Cartagena, een gemeente in de Spaanse autonome gemeenschap Murcia, startte Verdú zijn jeugdopleiding bij verschillende kleine lokale ploegen, om deze te voltooien bij Cartagena FC.  
Bij deze laatste ploeg, dat op dat ogenblik als filiaal optrad van FC Cartagena, zette Verdú tijdens het seizoen 2007-2008 zijn eerste stappen in de Tercera División.  Na deze ervaring volgde met Pinatar CF, Novelda CF en Albacete Balompié B nog verschillende ploegen uit deze amateursreeks.  Het is wanneer hij in 2011 bij deze laatste ploeg doorstoot naar de eerste ploeg, dat hij zijn debuut maakt op het professionele niveau van de Segunda División A. Dit gebeurde op 23 april 2011 tijdens de met 4-2 verloren uitwedstrijd bij Xerez CD. De ploeg kon het behoud echter niet handhaven en zo verdween hij weer naar de amateursreeksen.
Tussen 2011-2018 speelde Verdú op het derde niveau van het Spaanse voetbal, Segunda División B en dit achtereenvolgens voor CA Osasuna B, Orihuela CF, Córdoba CF B, CD Guadalajara, FC Cartagena en Elche CF. Bij de ploegen uit Guadalajara en Cartagena bereikte hij de eindronde, zonder de promotie af te dwingen. Dit gebeurde wel tijdens het seizoen 2017-2018 bij Elche.
Verdú volgde de ploeg uit Elche en keerde zo vanaf seizoen terug op het professionele niveau van de Segunda División A.  Tijdens het tweede seizoen kon de ploeg zich tijdens de laatste speeldag als laatste deelnemer kwalificeren en tijdens deze nacompetitie totaal onverwacht de promotie af te dwingen. Ook deze nieuwe stap ondernam Verdú met de ploeg en zo debuteerde hij als bijna tweeëndertig jarige op het hoogste niveau van het Spaanse voetbal, Primera División. De thuiswedstrijd had plaats op 30 september 2020 en ging met 0-3 verloren tegen Real Sociedad.   De eerste twee seizoenen op het hoogste niveau werd het doel van het behoud behaald, maar tijdens het derde seizoen bevond de ploeg zich bijna constant op de allerlaatste plaats met degradatie als gevolg.
Tijdens seizoen 2023-2024 keerde hij terug naar zijn geboortestad bij FC Cartagena, spelend op het professionele niveau en nieuwe tegenstander van Elche. Hij tekende er een contract van twee seizoenen.  De eerste twee wedstrijden miste de speler door blessureleed, waardoor hij zijn eerste optreden op 25 augustus kende tijdens de thuiswedstrijd tegen UD Levante.  Hij dwong al snel zijn basisplaats af, alhoewel op het einde van het seizoen de pijn aan zijn rechterknie erger en erger werd.  Hij moest zelfs na het seizoen een chirurgische ingreep ondergaan en zou tijdens de heenronde van het seizoen 2024-2025 geen enkel duel spelen, waarna in onderlinge samenspraak op 31 januari 2025 een eind aan zijn contract gemaakt werd.